# Elena Grigorieva
Elena Grigorieva (1979 - Saint-Pétersbourg, 21 juillet 2019) est une militante russe. Elle a défendu les droits humains et LGBT en Russie. Elle est assassinée le 21 juillet 2019 à la suite de la publication de ses données personnelles sur le site « Saw ».

## Biographie
Elle s'oppose à l'Annexion de la Crimée par la Russie en 2014, critique le traitement des prisonniers et millite pour davantage de démocratie en Russie. Elle milite également au sein de Alliance of heterosexuals and LGBT for equality (Alliance des personnes hétérosexuelles et LGBT pour l'égalité),.
Elle est assassinée le 21 juillet 2019 à Saint-Pétersbourg,, après avoir été poignardée et étranglée par des agresseurs inconnus. 
Des informations personnelles permettant son identification sont apparues en juillet 2019 sur un site web par un groupe homophobe dénommé «Saw», d'après le film d'horreur américain. Le groupe encourage son lectorat à traquer et assassiner des personnes LGBTIQ+ figurant sur une liste publiée. Le site web est bloqué en Russie mais une nouvelle liste d'activistes, de journalistes et personnes LGBTIQ+ circule sur les réseaux sociaux encourageant le meurtre des personnes LGBTIQ+. 
Grigorieva avait posté des mises en garde sur le groupe Saw sur Facebook, indiquant que le réseau LGBTIQ+ russe avait cherché en vain des cas judiciaires retraçant les actions de ce groupe. Elle avait également avec l'aide de son avocat fait appel à de nombreuses reprises à la police concernant des menaces reçues. Après sa mort, la police russe affirme être au courant de ces alertes, mais qu'elles  concernaient uniquement des conflits privés et non une persécution politique. Grigorieva avait reçu des menaces peu avant sa mort et demandé à une amie de prendre soin de son chat s'il lui arrivait quelque chose.
Sur la dernière image d'elle postée sur son profil Facebook, on la voit tenant un poster en soutien de trois jeunes adolescentes qui ont tué leur père après avoir subi des années durant de la maltraitance et des abus sexuels.